# Tour de France 2014/16. Etappe
Die 16. Etappe der Tour de France 2014 fand am 22. Juli 2014 statt und führte von Carcassonne über 237,5 km nach Bagnères-de-Luchon. Im Verlauf der Etappe gab es einen Zwischensprint nach 123,5 km sowie eine Bergwertung der Hors Catégorie, eine Wertung der zweiten, eine Wertung der dritten und zwei Wertungen der vierten Kategorie. Damit zählte die Etappe als Mittelgebirgsetappe, es gingen 169 Fahrer an den Start.

## Rennverlauf
Gleich zu Beginn des Rennens gab es viele Attacken aus dem Feld u. a. durch Thomas Voeckler (EUC).  Obwohl das Team Europcar alles versuchte, eine Spitzengruppe zu kreieren, war bei der ersten Bergwertung des Tages das Feld wieder zusammen und den Punkt an der Cote de Fanjeaux sicherte sich Majka (TCS), der somit die Führung der Bergwertung  übernahm. Nach der Bergwertung ging das Spiel mit Attacken und Gegenattacken weiter. Unter anderem versuchte es auch Sylvain Chavanel (IAM).
Erst eine halbe Stunde nach der Bergwertung kam eine Spitzengruppe mit Michael Rogers (TCS), Michael Albasini (OGE), Jérémy Roy (FDJ), Kévin Réza (EUC), Anthony Delaplace (BSE), Bernhard Eisel, Wassil Kiryjenka (SKY), Michał Kwiatkowski (OPQ), Matteo Montaguti (ALM), Roger Kluge (IAM), Jon Izaguirre (MOV) und José Serpa (LAM) zustande. Allerdings war das Garmin-Sharp-Team überhaupt nicht zufrieden und übernahm die Führungsarbeit, um diese Flucht zu neutralisieren. Eine ca. 50-köpfigen Gruppe, darunter Van Den Broeck (LTB) und Rodríguez (KAT), wurde distanziert und hatte 25 Sekunden Rückstand auf das Peloton.
Nach 70 Kilometern hatte die Fluchtgruppe nur 30 Sekunden Vorsprung auf das Feld. Montaguti attackierte aus der Spitzengruppe, um sich vorne zu halten und gewann die Bergwertung auf der Cote de Pamiers. Kurz nach der Bergwertung holte das Feld die Spitzengruppe ein und nahezu zeitgleich kamen auch die Fahrer aus der Gruppe der abgehängten Fahrer zurück. Nur Sekunden später gab es die entscheidende Attacke, welche die Gruppe des Tages bildete. In dieser Gruppe befanden sich Bernhard Eisel, Wassil Kiryjenka, Jon Izaguirre, Michael Rogers, Michał Kwiatkowski, Jan Bakelants (OPQ), Matteo Montaguti, Samuel Dumoulin (ALM), Tom Slagter (GRS), José Serpa, Jérémy Roy, Tony Gallopin (LTB), Greg Van Avermaet (BMC), Kévin Réza, Thomas Voeckler, Cyril Gautier, (EUC), Michael Albasini, Jens Keukeleire (OGE), Roger Kluge, Anthony Delaplace und Florian Vachon (BSE). Nur binnen weniger Kilometer hatten sie schnell einen großen Vorsprung von 2:50 min, da im Peloton niemand mehr nachführte.
Nach 105 Kilometern hatten die Ausreißer 5:20 min Vorsprung und dieser wurde mit zunehmender Länge des Rennens langsam größer. Beim Zwischensprint, welcher von Kluge vor Van Avermaet und Roy gewonnen wurde, betrug der Vorsprung der Fluchtgruppe bereits mehr als sechs Minuten. 100 Kilometer vor dem Ziel hatten die Ausreißer bereits 8:30 min Vorsprung und er stieg weiter an.
An der Bergwertung der zweiten Kategorie auf dem Col de Portet-d’Aspet, welche Voeckler vor Rogers und Bakelants gewann, betrug der Vorsprung der Fluchtgruppe schon etwas mehr als neun Minuten. Beim nächsten Bergpreis, jenem der dritten Kategorie auf dem Col des Ares, welchen Voeckler vor Serpa gewann, haben die Spitzenreiter schon über elf Minuten Vorsprung und so langsam beginnt sich Kwiatkowski zu replatzieren. In weiterer Folge bauten die Flüchtigen ihren Vorsprung gar auf 12:40 min bei 39,4 Kilometer vor dem Ziel aus. Anschließend begann der Vorsprung etwas zu schmelzen. In der welligen Anfahrt zum Port de Balès verringerten die Tempomacher der Astana-Mannschaft, welche über Stunden hinweg führten, mit Hilfe des Movistar Teams langsam den Vorsprung.
Im Anstieg gab es einige Fluchtversuche in der Führungsgruppe, sodass 27 Kilometer vor dem Ziel nur noch Gautier, Voeckler, Rogers und Serpa in Führung waren. Die Movistar-Mannschaft verschärfte währenddessen das Tempo in Peloton, dem nur noch die Bergspezialisten folgen konnten. Im oberen Teil des Berges fielen auch Van Den Broeck, Rolland, Schleck und van Garderen zurück. In der Spitzengruppe versuchten die beiden verbleibenden Europcar-Fahrer ein Katz-und-Maus-Spiel zu betreiben. Rogers übernahm die Tempoarbeit, neutralisierte den Ausreißversuch und fuhr von vorne hoch bis zur Bergwertung. Er eliminierte Gautier, der von Kiryjenka eingefangen wurde, während vorne Serpa den Sprint um die 25 Bergwertungspunkte gewann und von Voeckler gefolgt wurde. 17 Sekunden später überquerten Kiryjenka und Gautier die Bergwertung.
Unterdessen verschärfte Thibaut Pinot (FDJ) das Tempo mit einer fulminanten Attacke, welcher nur Nibali (AST), Valverde (MOV) und Péraud (ALM), nicht aber König (TNE), ten Dam (BEL) und Bardet (ALM) folgen konnten. Kurze Zeit später konnten auch die Tempomacher Arnold Jeannesson (FDJ) und John Gadret (MOV) zu den Flüchtigen aufschließen. Nachdem Jeannesson nahezu bis zum Gipfel ein hohes Tempo fuhr, attackierte Pinot kurz vor dem Gipfel, was auch sehr erfolgreich war. Er schüttelte nicht nur Péraud und Valverde, sondern auch Nibali – zumindest um ein paar Sekunden – ab.
In der Abfahrt gingen die Parallelrennen weiter. Kiryjenka schloss im Alleingang die Lücke zum Spitzentrio, was Attacken der Europcar-Mannschaft provozierte, jedoch fand Rogers eine Lücke und stach die Europcar-Fahrer aus und gewann die Etappe im Stile eines Finiseurs. Den Sprint um den zweiten Platz gewann Voeckler vor Kiryjenka, nachdem Gautier vergeblich versuchte die Lücke zu Rogers für seinen Teamkollegen Voeckler zu schließen.
Nibali konnte die Lücke zu Pinot schnell schließen, wenngleich er durch ein Pressefahrzeug behindert wurde, welches ihn blockierte. Valverde schloss nur kurze Zeit später auf und wiederum nur Sekunden später Péraud. Anschließend kamen auch Roy und Izagirre in die Gruppe, welche von der Spitzengruppe zurückgeordert wurden. Auch Gadret rollte von hinten heran. Dahinter versuchte Bardet mit einem Teamkollegen, die Lücke zu schließen. Alle anderen Favoriten spannten sich in kleinen Gruppen zusammen, respektive bewegten sich in Solofahrten in Richtung Ziel. Nur van Garderen, welcher mit den größten Rückstand auf den Tagessieger hatte, konnte auf drei seiner Teamkollegen zählen. Alle diese Gruppen versuchten so schnell wie möglich, die Ziellinie zu überqueren und harmonierten sehr gut. Leopold König schloss in der Abfahrt im Alleingang die Lücke zur Gruppe maillot jaune und brachte sich somit im Gesamtklassement weit nach vorne. Thibaut Pinot übernahm das Weiße Trikot von Romain Bardet und Rafał Majka das Gepunktete Trikot von Joaquim Rodríguez.

## Aufgaben
- Rui Costa (LAM): nicht zur Etappe angetreten
- Simon Yates (OGE): nicht zur Etappe angetreten

## Punktewertungen
| Zwischensprint in Saint-Girons nach 123,5 km auf 395 m |             |                          |         |
| 1.                                                     | Deutschland | Roger Kluge (IAM)        | 20 Pkt. |
| 2.                                                     | Belgien     | Greg Van Avermaet (BMC)  | 17 Pkt. |
| 3.                                                     | Frankreich  | Jérémy Roy (FDJ)         | 15 Pkt. |
| 4.                                                     | Frankreich  | Samuel Dumoulin (ALM)    | 13 Pkt. |
| 5.                                                     | Frankreich  | Tony Gallopin (LTB)      | 11 Pkt. |
| 6.                                                     | Frankreich  | Anthony Delaplace (BSE)  | 10 Pkt. |
| 7.                                                     | Osterreich  | Bernhard Eisel (SKY)     | 9 Pkt.  |
| 8.                                                     | Polen       | Michał Kwiatkowski (OPQ) | 8 Pkt.  |
| 9.                                                     | Frankreich  | Cyril Gautier (EUC)      | 7 Pkt.  |
| 10.                                                    | Belgien     | Jens Keukeleire (OGE)    | 6 Pkt.  |
| 11.                                                    | Kolumbien   | José Serpa (LAM)         | 5 Pkt.  |
| 12.                                                    | Frankreich  | Florian Vachon (BSE)     | 4 Pkt.  |
| 13.                                                    | Spanien     | Jon Izaguirre (MOV)      | 3 Pkt.  |
| 14.                                                    | Belarus     | Wassil Kiryjenka (SKY)   | 2 Pkt.  |
| 15.                                                    | Frankreich  | Kévin Réza (EUC)         | 1 Pkt.  |

| Etappenziel in Bagnères-de-Luchon nach 237,5 km auf 632 m |             |                          |         |
| 1.                                                        | Australien  | Michael Rogers (TCS)     | 30 Pkt. |
| 2.                                                        | Frankreich  | Thomas Voeckler (EUC)    | 25 Pkt. |
| 3.                                                        | Belarus     | Wassil Kiryjenka (SKY)   | 22 Pkt. |
| 4.                                                        | Kolumbien   | José Serpa (LAM)         | 19 Pkt. |
| 5.                                                        | Frankreich  | Cyril Gautier (EUC)      | 17 Pkt. |
| 6.                                                        | Belgien     | Greg Van Avermaet (BMC)  | 15 Pkt. |
| 7.                                                        | Polen       | Michał Kwiatkowski (OPQ) | 13 Pkt. |
| 8.                                                        | Italien     | Matteo Montaguti (ALM)   | 11 Pkt. |
| 9.                                                        | Niederlande | Tom Slagter (GRS)        | 9 Pkt.  |
| 10.                                                       | Frankreich  | Tony Gallopin (LTB)      | 7 Pkt.  |
| 11.                                                       | Belgien     | Jan Bakelants (OPQ)      | 6 Pkt.  |
| 12.                                                       | Frankreich  | Florian Vachon (BSE)     | 5 Pkt.  |
| 13.                                                       | Frankreich  | Anthony Delaplace (BSE)  | 4 Pkt.  |
| 14.                                                       | Frankreich  | Kévin Réza (EUC)         | 3 Pkt.  |
| 15.                                                       | Osterreich  | Bernhard Eisel (SKY)     | 2 Pkt.  |

## Bergwertungen
| Fanjeaux Kategorie 4 nach 25 km auf 348 m 2,4 km bei 4,9 % |       |                   |        |
| 1.                                                         | Polen | Rafał Majka (TCS) | 1 Pkt. |

| Pamiers Kategorie 4 nach 71,5 km auf 418 m 2,5 km bei 5,4 % |         |                        |        |
| 1.                                                          | Italien | Matteo Montaguti (ALM) | 1 Pkt. |

| Col de Portet-d’Aspet Kategorie 2 nach 155 km auf 1069 m 5,4 km bei 6,9 % |             |                       |        |
| 1.                                                                        | Frankreich  | Thomas Voeckler (EUC) | 5 Pkt. |
| 2.                                                                        | Australien  | Michael Rogers (TCS)  | 3 Pkt. |
| 3.                                                                        | Belgien     | Jan Bakelants (OPQ)   | 2 Pkt. |
| 4.                                                                        | Niederlande | Tom Slagter (GRS)     | 1 Pkt. |

| Col des Ares Kategorie 3 nach 176,5 km auf 815 m 6,0 km bei 5,2 % |            |                       |        |
| 1.                                                                | Frankreich | Thomas Voeckler (EUC) | 2 Pkt. |
| 2.                                                                | Kolumbien  | José Serpa (LAM)      | 1 Pkt. |

| Port de Balès Kategorie HC nach 216,0 km auf 1755 m 11,7 km bei 7,7 % |             |                          |         |
| 1.                                                                    | Kolumbien   | José Serpa (LAM)         | 25 Pkt. |
| 2.                                                                    | Frankreich  | Thomas Voeckler (EUC)    | 20 Pkt. |
| 3.                                                                    | Australien  | Michael Rogers (TCS)     | 16 Pkt. |
| 4.                                                                    | Belarus     | Wassil Kiryjenka (SKY)   | 14 Pkt. |
| 5.                                                                    | Frankreich  | Cyril Gautier (EUC)      | 12 Pkt. |
| 6.                                                                    | Belgien     | Greg Van Avermaet (BMC)  | 10 Pkt. |
| 7.                                                                    | Italien     | Matteo Montaguti (ALM)   | 8 Pkt.  |
| 8.                                                                    | Polen       | Michał Kwiatkowski (OPQ) | 6 Pkt.  |
| 9.                                                                    | Niederlande | Tom Slagter (GRS)        | 4 Pkt.  |
| 10.                                                                   | Frankreich  | Tony Gallopin (LTB)      | 2 Pkt.  |